# Toivo Pawlo
Toivo Pawlo, född 25 december 1917 i London, död 14 juni 1979 i Matteus församling i Stockholm, var en svensk skådespelare.

## Biografi
Pawlo, som var son till operasångaren Georg Pawlo och operettsångerskan Eva Pawlo, studerade vid Dramatens elevskola 1935–1939. Efter studierna arbetade han där under ytterligare ett år. Under 1940-talet turnerade han med Riksteatern och var sedan verksam vid stadsteatrarna i Malmö och Stockholm. Åren 1969–1978 engagerades han åter på Dramaten.
Han medverkade i ett trettiotal filmer och tilldelades 1976 en Guldbagge i kategorin bästa skådespelare för sin medverkan i filmen Hallo Baby. Samma år fick han  O'Neill-stipendiet.
I Sverige är han välkänd som rösten till Tyko Jonsson i Karl-Bertil Jonssons julafton. Han läste även Kalles klätterträd och Loranga, Masarin och Dartanjang.
Mellan 1949 och 1976 var han gift med Kerstin Hedeby och är far till skådespelaren Rebecca Pawlo. Senare var han gift med konstnären Amie Lindahl mellan 1976 och 1979 med vilken han fick dottern Clara Pawlo. Han är gravsatt i minneslunden på Skogskyrkogården i Stockholm.

## Filmografi i urval
- 1943 – Anna Lans
- 1943 – Ungt blod
- 1944 – En dag skall gry
- 1944 – Flickan och Djävulen
- 1945 – Brott och straff
- 1949 – Huset nr 17
- 1949 – Janne Vängman på nya äventyr
- 1949 – Stora Hoparegränd och himmelriket
- 1951 – Greve Svensson
- 1953 – Barabbas
- 1955 – Blå himmel
- 1955 – Kärlek på turné
- 1956 – Där möllorna gå
- 1958 – Ansiktet
- 1959 – Lejon på stan
- 1959 – Raggare!
- 1960 – Tärningen är kastad
- 1961 – Änglar, finns dom?
- 1962 – En nolla för mycket
- 1962 – Nils Holgerssons underbara resa
- 1963 – Den gula bilen
- 1963 – Kurragömma
- 1963 – Lyckodrömmen
- 1964 – Älskande par
- 1965 – Festivitetssalongen
- 1969 – Made in Sweden
- 1970 – Reservatet
- 1970 – Storia di una donna
- 1972 – Mannen som slutade röka
- 1976 – Hallo Baby
- 1977 – Tabu
- 1978 – Picassos äventyr (enbart röst)

### TV-produktioner
- 1978 - Liten är fin - Sagan om draken som inte kunde sluta växa (Läser Ingrid Sjöstrands barnbok med teckningar av Håkan Leonardsson)
- 1978 - Lådbanken (Ingemar Unges TV-kåseri med teckningar av Björn Berg)
- 1975 - Kalles klätterträd
- 1975 - Sagan om Karl-Bertil Jonssons julafton (enbart röst)
- 1973 - Jul i Mumindalen
- 1973 – Inferno
- 1973 – Gamen
- 1973 – Kvartetten som sprängdes (TV-serie)
- 1971 - Paria
- 1970 - Reservatet
- 1969 - Blanco Posnets hängning
- 1967 - Solens barn
- 1968 - Bombi Bitt och jag (TV-serie)
- 1967 - Onkel Vanja
- 1967 - Trettondagsafton
- 1964 - Zoo story
- 1963 - Någon av er
- 1963 - Fan ger ett anbud
- 1963 - Anna Sophie Hedvig
- 1963 – Topaze (TV-teater)
- 1961 - Eurydike
- 1960 - De lyckliga bröderna
- 1960 - Skuggorna
- 1960 - Stjärnan
- 1959 - Skuggornas klubb
- 1958 - Rabies

## Teater

### Roller (ej komplett)
| År   | Roll                       | Produktion                                                                        | Regi                | Teater                 |
| ---- | -------------------------- | --------------------------------------------------------------------------------- | ------------------- | ---------------------- |
| 1937 | En fenicisk låssmed        | Kungens paket Staffan Tjerneld och Alf Henrikson                                  | Rune Carlsten       | Dramaten               |
| 1938 | Hyresgästen 3 tr upp       | Sex trappor upp (Sixième étage) Alfred Gehri                                      | Pauline Brunius     | Dramaten               |
| 1939 | Mr Cherry                  | Mitt i Europa (Idiot's Delight) Robert E. Sherwood                                | Rune Carlsten       | Dramaten               |
| 1939 | René Ségur                 | Nederlaget Nordahl Grieg                                                          | Svend Gade          | Dramaten               |
| 1942 | Parasitstekeln             | I vår Herres hage (Ze života hmyzu) Josef Čapek och Karel Čapek                   | Gösta Folke         | Vasateatern            |
| 1942 | Frank Lippencott           | Min syster Eileen (My Sister Eileen) Joseph Fields och Jerome Chodorov            | Gösta Folke         | Vasateatern            |
| 1943 | Greve Gerhard              | Niels Ebbesen Kaj Munk                                                            | Ingmar Bergman      | Dramatikerstudion      |
| 1944 | Direktören Herr Sleeman    | Spelhuset Herr Sleeman kommer Hjalmar Bergman                                     | Ingmar Bergman      | Dramatikerstudion      |
| 1947 |                            | Jag ska låta höra av mig Brita von Horn                                           | Ellen Isefiær       | Dramatikerstudion      |
| 1950 |                            | Midsommardröm i fattighuset Pär Lagerkvist                                        |                     | Malmö stadsteater      |
| 1950 |                            | De likgiltiga (Gli indifferenti) Alberto Moravia                                  | Gösta Folke         | Malmö stadsteater      |
| 1950 |                            | Konungen Pär Lagerkvist                                                           | Lars-Levi Læstadius | Malmö stadsteater      |
| 1951 |                            | Till Damaskus, första delen August Strindberg                                     | Gösta Folke         | Malmö stadsteater      |
| 1951 |                            | Järnvattnet i Madrid (El acero de Madrid) Lope de Vega                            | Gösta Folke         | Malmö stadsteater      |
| 1951 |                            | Kärlek i Albanien (Love in Albania) Eric Linklater                                | Gunnar Ekström      | Malmö stadsteater      |
| 1951 |                            | "Patrasket" Hjalmar Bergman                                                       | Mats Johansson      | Malmö stadsteater      |
| 1951 |                            | Colombe Jean Anouilh                                                              | Henrik Dyfverman    | Malmö stadsteater      |
| 1951 |                            | Gengångare (Gengangere) Henrik Ibsen                                              | Henrik Dyfverman    | Malmö stadsteater      |
| 1952 | Jesper                     | Mordet i Barjärna Ingmar Bergman                                                  | Ingmar Bergman      | Malmö stadsteater      |
| 1952 |                            | Swedenhielms Hjalmar Bergman                                                      | Mats Johansson      | Malmö stadsteater      |
| 1952 |                            | Greve Öderland (Graf Öderland) Max Frisch                                         | Lars-Levi Læstadius | Malmö stadsteater      |
| 1952 |                            | Ett dockhem (Et Dukkehjem) Henrik Ibsen                                           | Lars-Levi Læstadius | Malmö stadsteater      |
| 1953 |                            | Som ni behagar (As you Like it) William Shakespeare                               | Lars-Levi Læstadius | Malmö stadsteater      |
| 1953 |                            | Hjälten på den gröna ön (The Playboy of the Western World) John Millington Synge  | Mats Johansson      | Malmö stadsteater      |
| 1953 |                            | Måsen (Чайка, Tjajka) Anton Tjechov                                               | Lars-Levi Læstadius | Malmö stadsteater      |
| 1953 | K                          | Slottet (Das Schloss) Max Brod efter en roman av Franz Kafka                      | Ingmar Bergman      | Malmö stadsteater      |
| 1954 | Ezekiel Cheever            | Smältdegeln (The Crucible) Arthur Miller                                          | Mats Johansson      | Malmö stadsteater      |
| 1954 |                            | Intermezzo Jean Giraudoux                                                         | Lars-Levi Læstadius | Malmö stadsteater      |
| 1954 | Njegus                     | Glada änkan (Die lustige Witwe) Franz Lehár, Leo Stein och Viktor Léon            | Ingmar Bergman      | Malmö stadsteater      |
| 1955 | Sganarelle                 | Don Juan (Dom Juan ou Le Festin de pierre) Molière                                | Ingmar Bergman      | Malmö stadsteater      |
| 1955 | Sakini                     | Thehuset Augustimånen (The Teahouse of the August Moon) John Patrick              | Ingmar Bergman      | Malmö stadsteater      |
| 1955 |                            | Fjäderboll Lars-Levi Læstadius                                                    | Lars-Levi Læstadius | Malmö stadsteater      |
| 1955 |                            | Trasiga änglar eller Änglaköket (La Cuisine des anges) Albert Husson              | Yngve Nordwall      | Malmö stadsteater      |
| 1955 |                            | Revisorn (Ревизор, Revizor) Nikolaj Gogol                                         | Lars-Levi Læstadius | Malmö stadsteater      |
| 1956 | Julij Kapitonyc Karandysc  | Bruden utan hemgift (Бесприданница, Bespridannica) Aleksandr Ostrovskij           | Ingmar Bergman      | Malmö stadsteater      |
| 1956 |                            | Ornifle Jean Anouilh                                                              | Yngve Nordwall      | Malmö stadsteater      |
| 1956 |                            | Fruar på vift (Le dindon) Georges Feydeau                                         | Yngve Nordwall      | Malmö stadsteater      |
| 1956 |                            | Stolarna (Les Chaises) Eugène Ionesco                                             | Yngve Nordwall      | Malmö stadsteater      |
| 1956 |                            | Trojanska kriget blir inte av (La guerre de Troie n'aura pas lieu) Jean Giraudoux | Lars-Levi Læstadius | Malmö stadsteater      |
| 1956 | Erik XIV                   | Erik XIV August Strindberg                                                        | Ingmar Bergman      | Malmö stadsteater      |
| 1957 | Knappstöparen              | Peer Gynt Henrik Ibsen                                                            | Ingmar Bergman      | Malmö stadsteater      |
| 1957 |                            | Glädjespridaren (The entertainer) John Osborne                                    | Yngve Nordwall      | Malmö stadsteater      |
| 1958 |                            | Herr Mississippis äktenskap (Die Ehe des Herrn Mississippi) Friedrich Dürrenmatt  | Lars-Levi Læstadius | Malmö stadsteater      |
| 1958 |                            | Sagan Hjalmar Bergman                                                             | Ingmar Bergman      | Malmö stadsteater      |
| 1958 |                            | Melodi på lergök Lars-Levi Læstadius                                              | Lennart Olsson      | Malmö stadsteater      |
| 1958 |                            | Världen är vi (The Cave Dwellers) William Saroyan                                 | Yngve Nordwall      | Malmö stadsteater      |
| 1958 | Mefistofeles               | Ur-Faust Johann Wolfgang von Goethe                                               | Ingmar Bergman      | Malmö stadsteater      |
| 1958 | Brukspatronen              | Värmlänningarna Fredrik August Dahlgren och Andreas Randel                        | Ingmar Bergman      | Malmö stadsteater      |
| 1959 | Polisinspektören           | Irma la Douce Alexandre Breffort och Marguerite Monnot                            | Åke Falck           | Scalateatern           |
| 1961 | Jago                       | Othello William Shakespeare                                                       | Birgit Cullberg     | Stockholms stadsteater |
| 1961 | Aristoteles, uppassare     | Violerna (Les violettes) Georges Schehadé                                         | Sam Besekow         | Stockholms stadsteater |
| 1961 | Polischefen i Aten         | Lysistrate (Λυσιστράτη, Lysistrátē) Aristofanes                                   | Hans Dahlin         | Stockholms stadsteater |
| 1961 | Goubitsky                  | Goubitsky och jag V.V. Järner                                                     | Per Verner-Carlsson | Stockholms stadsteater |
| 1963 | César                      | Bara en barberare (Histoire de Vasco) Georges Schehadé                            | Lars-Levi Læstadius | Stockholms stadsteater |
| 1964 | Jonathan Jeremiah Peachum  | Tolvskillingsoperan (Die Dreigroschenoper) Kurt Weill och Bertolt Brecht          | Hans Dahlin         | Stockholms stadsteater |
| 1966 | Löpar-Nisse TV-producenten | Nya Wermländingarne Sandro Key-Åberg                                              | Christian Lund      | Stockholms stadsteater |
| 1969 | Majoren                    | Familjen Tot (Tóték) István Örkény                                                | Ernst Günther       | Stockholms stadsteater |
| 1970 | Färgarn                    | Brända tomten August Strindberg                                                   | Alf Sjöberg         | Dramaten               |
| 1974 | Burrus                     | Britannicus Jean Racine                                                           | Ernst Günther       | Dramaten               |
| 1975 | Medverkande                | Staden spelar upp! Carl Zetterström                                               | Lars Amble          | Dramaten               |

## Radioteater

### Roller
| År   | Roll               | Produktion                                 | Regi            |
| ---- | ------------------ | ------------------------------------------ | --------------- |
| 1948 | Julius Caesar      | Antonius och Kleopatra William Shakespeare | Alf Sjöberg     |
| 1960 | Furst Ter-Gaimazov | Han som sålde sin fru David Tutaev         | Staffan Aspelin |